# Nguyễn Hiền (nhạc sĩ)
Nguyễn Hiền (1927–2005) là một nhạc sĩ Việt Nam. Ông là tác giả ca khúc nổi tiếng, Anh cho em mùa xuân phổ thơ Kim Tuấn.

## Cuộc đời

### Trong nước
Nguyễn Hiền sinh năm 1927 tại Hà Nội. Bắt đầu học nhạc từ năm 1935, ông đã học và sử dụng dương cầm, vĩ cầm, phong cầm. Năm 18 tuổi, ông phổ nhạc cho bài thơ "Người em nhỏ" của Thiệu Giang, một người bạn của ông. Năm 1950, ông là nhạc trưởng của ban nhạc "Hotel de Paris" tại Hà Nội.
Ông lập gia đình năm 1953 rồi di cư vào Nam một năm sau đó, rồi làm việc tại các bộ Thông tin, Chiêu hồi và Xây dựng Nông thôn. Ông từng làm Chủ sự phòng Chương trình Đài Phát thanh Sài Gòn; Phụ tá giám đốc Đài Truyền hình Việt Nam.

### Nước ngoài
Ba năm sau khi chiến tranh Việt Nam kết thúc, năm 1978 ông bị vu cho là dính líu đến tổ chức phản quốc và bị tù cải tạo đến năm 1980 như hàng chục vạn người miền nam khác
Năm 1988, nhạc sĩ Nguyễn Hiền và gia đình định cư tại Hoa Kỳ theo diện ODP. Ông cùng cố nhạc sĩ Ngọc Bích và một số người bạn lập ra ban Saigon Band ở Little Saigon, Westminster, California.
Năm 2004, trung tâm Thúy Nga thực hiện chương trình Paris By Night 74 - Hoa Bướm Ngày Xưa nhằm vinh danh ông, cùng với hai nhạc sĩ Huỳnh Anh và Song Ngọc.
Nguyễn Hiền qua đời vào hồi 10 giờ 15 phút sáng ngày 23 tháng 12 năm 2005 (giờ California, Hoa Kỳ) vì bệnh ung thư phổi.

## Tác phẩm
- Anh cho em mùa xuân (1962)[2]
- Ân tình lên ngôi[3]
- Bên hồ liễu[4]
- Bước chân dĩ vãng[5]
- Buồn ga nhỏ[3]
- Chiều nào em đến[6]
- Chuyện đêm mưa (lời 1 và lời 2)[7]
- Đã mấy thu rồi[3]
- Đêm nay về đâu[8]
- Đêm sơn cước[9]
- Đôi mắt người thương (Thương ca)[10]
- Đường tơ thôi đừng lưu luyến
- Đường hoa
- Đừng quên[4]
- Em là vì sao sáng
- Gửi một cánh chim
- Hai mươi câu tuổi trẻ[11]
- Hận người Hời
- Hồ Than Thở[12]
- Hoa bướm ngày xưa (1958)[13]
- Hoa đào năm trước[14]
- Hoài thơ[12]
- Hương thề
- Huyền Trân công chúa (truyện ca)
- Kiếp hoang[3]
- Kỷ niệm chúng mình[14]
- Lá rơi bên thềm (1962)[15]
- Lá thư gửi mẹ[16]
- Mái tóc dạ hương (1962)[17]
- Mắt buồn như mùa đông[18]
- Mơ về làng xưa[12]
- Ngàn năm mây bay (1962)
- Ngày tươi sáng[19]
- Người em nhỏ (1945)[20]
- Say men thanh bình[9]
- Sầu tha hương
- Phố vắng đêm mưa (1961)[14]
- Thầm ước
- Thanh bình ca[13]
- Thu may áo cưới (1965)[17]
- Tiếng hát học trò[3]
- Tiếng sáo diều
- Tiếng than miền Bắc (1956)[19]
- Tìm đâu (1961)[21]
- Tìm vui sông hồ (1962)[22]
- Tình trăng nước (1958)[10]
- Từ giã thơ ngây (1963)[3]
- Về bến xưa[9]
- Về đây anh[19]
- Xuân vui ca
- Ý nhạc chiều